# Лукашенко Віктор Олександрович
Лукашенко Віктор Олександрович (біл. Ві́ктар Алякса́ндаравіч Лукашэ́нка; нар. 28 лютого 1975, Могильов, Білоруська РСР) — помічник Президента Республіки Білорусь з національної безпеки, член Ради Безпеки Білорусі. Син президента Білорусі Олександра Лукашенка, з березня 2021 — генерал-майор запасу.

## Біографія
Народився в родині Олександра Григоровича Лукашенка і Галини Родіонівни Лукашенко. Служив у спецпідрозділі (ОСМ) прикордонних військ у Мінську в званні капітана. Був удостоєний медалі «За відзнаку в охороні державного кордону».
У 1999 році закінчив факультет міжнародних відносин Білоруського державного університету.
З березня 2001 року був співробітником Міністерства закордонних справ Республіки Білорусь на посаді третього секретаря, радника у відділі Західної Європи. З квітня 2003 року працював начальником відділу зовнішньоекономічних зв'язків УП «НДІ засобів автоматизації» (головне підприємство державного науково-виробничого об'єднання «Агат»).
З 2005 року — помічник президента Республіки Білорусь з питань національної безпеки. З 5 січня 2007 року член Ради Безпеки Республіки Білорусь.

## Санкції ЄС та інших країн
Віктор Лукашенко ставав суб'єктом заборони на поїздки і заморожування активів Європейським Союзом як частина списку білоруських чиновників, відповідальних за політичні репресії, підтасовування результатів голосування і пропаганду після президентських виборів 2010 року. Відповідно до рішення Європейської ради від 15 жовтня 2012 року, в якості ключового члена Ради безпеки Лукашенко зіграв «ключову роль в репресивні заходи, спрямованих проти демократичної опозиції та громадянського суспільства, зокрема, під час розгону демонстрації 19 грудня 2010 року». Європейські санкції були зняті 15 лютого 2016 года.
6 листопада 2020 року проти нього, так само як ряду інших офіційних осіб Білорусії, включаючи Олександра Лукашенка, знову введені персональні санкції Європейського союзу. Відповідно до рішення Європейської ради на посаді радника президента з національної безпеки і члена Ради безпеки, а також займаючи неформальну керівну посаду над силами безпеки Білорусії, Лукашенко «несе відповідальність за кампанію репресій і залякування, що проводиться державним апаратом в світлі президентських виборів 2020 року, в зокрема з довільними арештами і жорстоким поводженням, включаючи тортури мирних демонстрантів, а також із залякуванням і насильством щодо журналістів».
Восени 2020 року Канада, Велика Британія, Швейцарія внесли Лукашенко в свої «чорні списки». 20 листопада до пакету санкцій ЄС приєдналися Албанія, Ісландія, Ліхтенштейн, Норвегія, Північна Македонія, Чорногорія та Україна.
Також Лукашенко перебуває в списку санкцій спеціально позначених громадян і заблокованих осіб США за «офіційне виправдання політичних репресій і фальсифікацій на виборах».
У грудні 2020 року Виконавчий комітет Міжнародного олімпійського комітету (МОК) вирішив усунути від всіх заходів МОК до подальшого повідомлення всіх членів Національного олімпійського комітету Республіки Білорусь, включаючи Віктора Лукашенко.
У жовтні 2020 року дружина Віктора Лукашенко Лілія була згадана в офіційному журналі ЄС при введенні санкцій проти «Dana Holdings», компанії, пов'язаної з сербськими бізнесменами Бояном і Небойша Карич, що займається бізнесом через офшорну зону Кіпру. 21 червня 2021 року Лілія Лукашенко внесена до списку санкцій ЄС.
У березні 2022 року після вторгнення Росії в Україну Австралія та Японія запровадили персональні санкції проти Віктора Лукашенка. У травні того ж року санкції проти Лукашенка ввела Нова Зеландія.

## Брати
- Лукашенко Дмитро Олександрович
- Лукашенко Микола Олександрович народився 31 серпня 2004 року поза шлюбом

## Особисте життя
- дружина Лілія Лукашенко
- дочка Вікторія Лукашенко (1998) (старша донька Віктора) — актриса, яка знялася у 2008 році в білоруській кінокомедії «На спині у чорного кота» разом з Філіпом Кіркоровим; в 2010 році знялася в російському серіалі «Ворожіння при свічках»[20].
- син Олександр Лукашенко (вересень 2004 р.р.)
- донька Валерія Лукашенко (22 липня 2009 р.р.)[21]
- син Ярослав Лукашенко (21 серпня 2013 р.р.)[22]

## Нагороди
- Медаль «80 років прикордонних військ»
- Медаль «За відзнаку в охороні державного кордону»[23]
- Знаки «Відмінник прикордонних військ» I і II ступеня